# Janibegue Cã
Janibeque Cã ou Janibek Khan (Cazaque; Жәнібек хан , Jánibek han , Árabe; جاٴنيٴبەك حان: 1428 – 1480) foi o segundo cã do Canato Cazaque e cofundador do Cazaquistão, juntamente com seu irmão Querei. Reinou entre 1473 (Ou 1474) até sua morte em 1480. 

## Biografia
Nascido em 1428 na Horda Branca, ele foi filho de Baraque Cã da Horda Branca. O pai de Barak Khan era Koirichak, neto de Urus Khan, que também era descendente direto de Gêngis Cã.
Janibeque Cã foi co-fundador do Canato Cazaque junto com seu irmão Querei, logo após uma rebelião bem-sucedida contra Abu Alcair Cã, soberano do Uzbequistão. Ambos governaram juntos o Canato após sua fundação em 1465.  
Janibeque assumiu o comando do Canato após a morte de seu irmão em 1473 (Ou 1474) em batalha. Ele continuou as campanhas de conquista de seu irmão e fortaleceu o exercito. Devido a sua sabedoria impressionante foi alcunhado por seu povo como “Az” em idioma cazaque “Sábio”. Ainda hoje é referido como Az-Janibeque.  
Faleceu em 1480 e foi sucedido por seu sobrinho Burunduque Cã. 

## Legado
Janibeque Cã é lembrado como um dos fundadores do moderno Cazaquistão, assim como seu irmão. Foi feito um monumento seu em sua homenagem e de seu irmão em Astana, no ano de 2010 e encomendado pelo governo cazaque e esculpido por Renat Abedov.